# Obština Lesičovo
Obština Lesičovo (bulharsky Община Лесичово) je bulharská jednotka územní samosprávy v Pazardžické oblasti. Leží ve středním Bulharsku na svazích a úpatí Sredné gory, přecházejícím v Hornothráckou nížinu. Správním střediskem je ves Lesičovo, kromě ní obština zahrnuje 6 vesnic. Žijí zde přes 4 tisíce stálých obyvatel.

## Sídla
Všechna sídla v obštině jsou samosprávná.
| - Borimečkovo - Cerovo - Dinkata | - Kalugerovo - Lesičovo (sídlo správy) | - Pamidovo - Štărkovo |

## Sousední obštiny
| Růžice kompasu |          | Panagjurište     |           | Růžice kompasu |
| Růžice kompasu | Ichtiman | Sever            | Pazardžik | Růžice kompasu |
| Růžice kompasu | Ichtiman | Obština Lesičovo | Pazardžik | Růžice kompasu |
| Růžice kompasu | Ichtiman | Jih              | Pazardžik | Růžice kompasu |
| Růžice kompasu | Kostenec | Septemvri        |           | Růžice kompasu |

## Obyvatelstvo
V obštině žije 4 549 stálých obyvatel a včetně přechodně hlášených obyvatel 5 204. Podle sčítáni 1. února 2011 bylo národnostní složení následující:
- Bulhaři: 4 085 (80.6 %)
- Romové: 809 (16.0 %)
- Turci: 130 (2.6 %)
- ostatní: 46 (0.9 %)